# Forsynet
Forsynet er en højere magts indflydelse på skæbnen. Eller guds eller det guddommeliges omsorg for mennesket gennem en indsigt i fremtidige begivenheder. Denne trosforestilling er især udbredt i kristendom og islam. Forestillingen om forsynet kommer ofte til udtryk gennem troen på at guddommelige kræfter vil træde til og hjælpe den troende ud af problemer eller til at træffe de rigtige valg. Afledt heraf kan begrebet forsynet bruges som hentydning til guden eller det guddommelige selv.
Forsynet er et tilbagevendende tema i litteraturen. Bl.a. i Daniel Defoes Robinson Crusoe (fremtrædende i senere udgaver) og H.C. Andersens forfatterskab.

## Eksterne link
- H.C. Andersen-Centret Arkiveret 11. oktober 2006 hos  Wayback Machine